# Hi (kana)
ひ in hiragana o ヒ in katakana è un kana giapponese e rappresenta una mora. La sua pronuncia è [çi] ().
Storicamente, nel periodo Nara, ひ era pronunciato "ɸi", ma nel periodo Heian, cominciò un mutamento di pronuncia in cui le consonanti H (ひ,は,ほ,へ) con eccezione di ふ, vennero pronunciate come nella serie W （わ,を,ゐ,ゑ) che portò confusione nella pronuncia.
| Forme                                  | Rōmaji              | Hiragana             | Katakana             | Esempi di parola (con il kanji) |
| -------------------------------------- | ------------------- | -------------------- | -------------------- | --- |
| Normale h- (は行 ha-gyō)               | hi                  | ひ                   | ヒ                   | - ひ hi 日 sole - ひ hi 火 fuoco - ひかり hikari 光 luce, splendore - ひと hito 人 essere umano                                                      |
| Normale h- (は行 ha-gyō)               | hii hī              | ひい, ひぃ ひー      | ヒイ, ヒィ ヒー      | - ひ hi 日 sole - ひ hi 火 fuoco - ひかり hikari 光 luce, splendore - ひと hito 人 essere umano                                                      |
| yōon hy- (ひゃ行 hya-gyō)              | hya                 | ひゃ                 | ヒャ                 | - ひゃく hyaku 百 ひゃしかにひゃく nihyaku 二百 duecento                                                                                             |
| yōon hy- (ひゃ行 hya-gyō)              | hyaa hyā, hyah      | ひゃあ ひゃー        | ヒャア ヒャー        | - ひゃく hyaku 百 ひゃしかにひゃく nihyaku 二百 duecento                                                                                             |
| yōon hy- (ひゃ行 hya-gyō)              | hyu                 | ひゅ                 | ヒュ                 | |
| yōon hy- (ひゃ行 hya-gyō)              | hyuu hyū            | ひゅう ひゅー        | ヒュウ ヒュー        | |
| yōon hy- (ひゃ行 hya-gyō)              | hyo                 | ひょ                 | ヒョ                 | - ひょう hyō 豹 pantera - ひょうき hyōki 表記 notazione - ひょうじょう hyōjō 表情 espressione                                                        |
| yōon hy- (ひゃ行 hya-gyō)              | hyou hyoo hyō, hyoh | ひょう ひょお ひょー | ヒョウ ヒョオ ヒョー | - ひょう hyō 豹 pantera - ひょうき hyōki 表記 notazione - ひょうじょう hyōjō 表情 espressione                                                        |
| dakuten b- (ば行 ba-gyō)               | bi                  | び                   | ビ                   | - びん bin 瓶 bottiglia - ビール bīru birra - びせい bisei 美声 bella voce - かびん kabin 過敏 ipersensibile - はなび hanabi 花火 fuochi d'artificio |
| dakuten b- (ば行 ba-gyō)               | bii bī              | びい, びぃ びー      | ビイ, ビィ ビー      | - びん bin 瓶 bottiglia - ビール bīru birra - びせい bisei 美声 bella voce - かびん kabin 過敏 ipersensibile - はなび hanabi 花火 fuochi d'artificio |
| yōon + dakuten by- (びゃ行 bya-gyō)    | bya                 | びゃ                 | ビャ                 | - さんびゃく sanbyaku 三百 trecento |
| yōon + dakuten by- (びゃ行 bya-gyō)    | byaa byā, byah      | びゃあ びゃー        | ビャア ビャー        | - さんびゃく sanbyaku 三百 trecento |
| yōon + dakuten by- (びゃ行 bya-gyō)    | byu                 | びゅ                 | ビュ                 | |
| yōon + dakuten by- (びゃ行 bya-gyō)    | byuu byū            | びゅう びゅー        | ビュウ ビュー        | |
| yōon + dakuten by- (びゃ行 bya-gyō)    | byo                 | びょ                 | ビョ                 | |
| yōon + dakuten by- (びゃ行 bya-gyō)    | byou byoo byō, byoh | びょう びょお びょー | ビョウ ビョオ ビョー | |
| handakuten p- (ぱ行 pa-gyō)            | pi                  | ぴ                   | ピ                   | - ピン pin spilla - ピカッソ Pikasso Picasso |
| handakuten p- (ぱ行 pa-gyō)            | pii pī              | ぴい, ぴぃ ぴー      | ピイ, ピィ ピー      | - ピン pin spilla - ピカッソ Pikasso Picasso |
| yōon + handakuten py- (ぴゃ行 bya-gyō) | pya                 | ぴゃ                 | ピャ                 | - ろっぴゃく roppyaku 六百 seicento - はっぴゃく happyaku 八百 ottocento                                                                             |
| yōon + handakuten py- (ぴゃ行 bya-gyō) | pyaa pyā, pyah      | ぴゃあ ぴゃー        | ピャア ピャー        | - ろっぴゃく roppyaku 六百 seicento - はっぴゃく happyaku 八百 ottocento                                                                             |
| yōon + handakuten py- (ぴゃ行 bya-gyō) | pyu                 | ぴゅ                 | ピュ                 | |
| yōon + handakuten py- (ぴゃ行 bya-gyō) | pyuu pyū            | ぴゅう ぴゅー        | ピュウ ピュー        | |
| yōon + handakuten py- (ぴゃ行 bya-gyō) | pyo                 | ぴょ                 | ピョ                 | - ろんぴょう rompyō 論評 commento |
| yōon + handakuten py- (ぴゃ行 bya-gyō) | pyou pyoo pyō, pyoh | ぴょう ぴょお ぴょー | ピョウ ピョオ ピョー | - ろんぴょう rompyō 論評 commento |

| (hya) | (ひゃ) | (ヒャ) |
| (hyi) | (ひぃ) | (ヒィ) |
| (hyu) | (ひゅ) | (ヒュ) |
| hye   | ひぇ   | ヒェ   |
| (hyo) | (ひょ) | (ヒョ) |

| (bya) | (びゃ) | (ビャ) |
| (byi) | (びぃ) | (ビィ) |
| (byu) | (びゅ) | (ビュ) |
| bye   | びぇ   | ビェ   |
| (byo) | (びょ) | (ビョ) |

| (pya) | (ぴゃ) | (ピャ) |
| (pyi) | (ぴぃ) | (ピィ) |
| (pyu) | (ぴゅ) | (ピュ) |
| pye   | ぴぇ   | ピェ   |
| (pyo) | (ぴょ) | (ピョ) |

## Scrittura

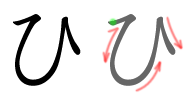
Stile di scrittura di ひ

Stile di scrittura di ヒ